# 金塔奈莱斯
金塔奈莱斯，是西班牙卡斯蒂利亚-莱昂布尔戈斯省的一个市镇。总面积18平方公里，总人口88人（2001年），人口密度5人/平方公里。